# بستان آباد
بستان آباد هي المدينة الرئيسية في محافظة أذربيجان الشرقية. يبلغ عدد سكانها أكثر من 16.592 شخص وهي المدينة الثالثة عشرة الأكثر اكتظاظا بالسكان في شرق إقليم أذربيجان. تشتهر بستان آباد بالماء الساخن، وتستضيف سنويا عددا كبيرا من السياح المحليين والأجانب. وتقع المدينة 53 كيلومترا من تبريز.